# Der Hartkamp
Der Hartkamp ist der Name eines Naturschutzgebietes in der niedersächsischen Gemeinde Ostrhauderfehn im Landkreis Leer.
Das Naturschutzgebiet mit dem Kennzeichen NSG WE 113 ist 2,5 Hektar groß. Es beinhaltet einen kleinen Rest eines Bruchwaldes, wie er früher an der Leda weit verbreitet war.
Das Gebiet steht seit dem 15. August 1967 unter Naturschutz. Zuständige untere Naturschutzbehörde ist der Landkreis Leer.